# Masacre de Port Arthur (China)

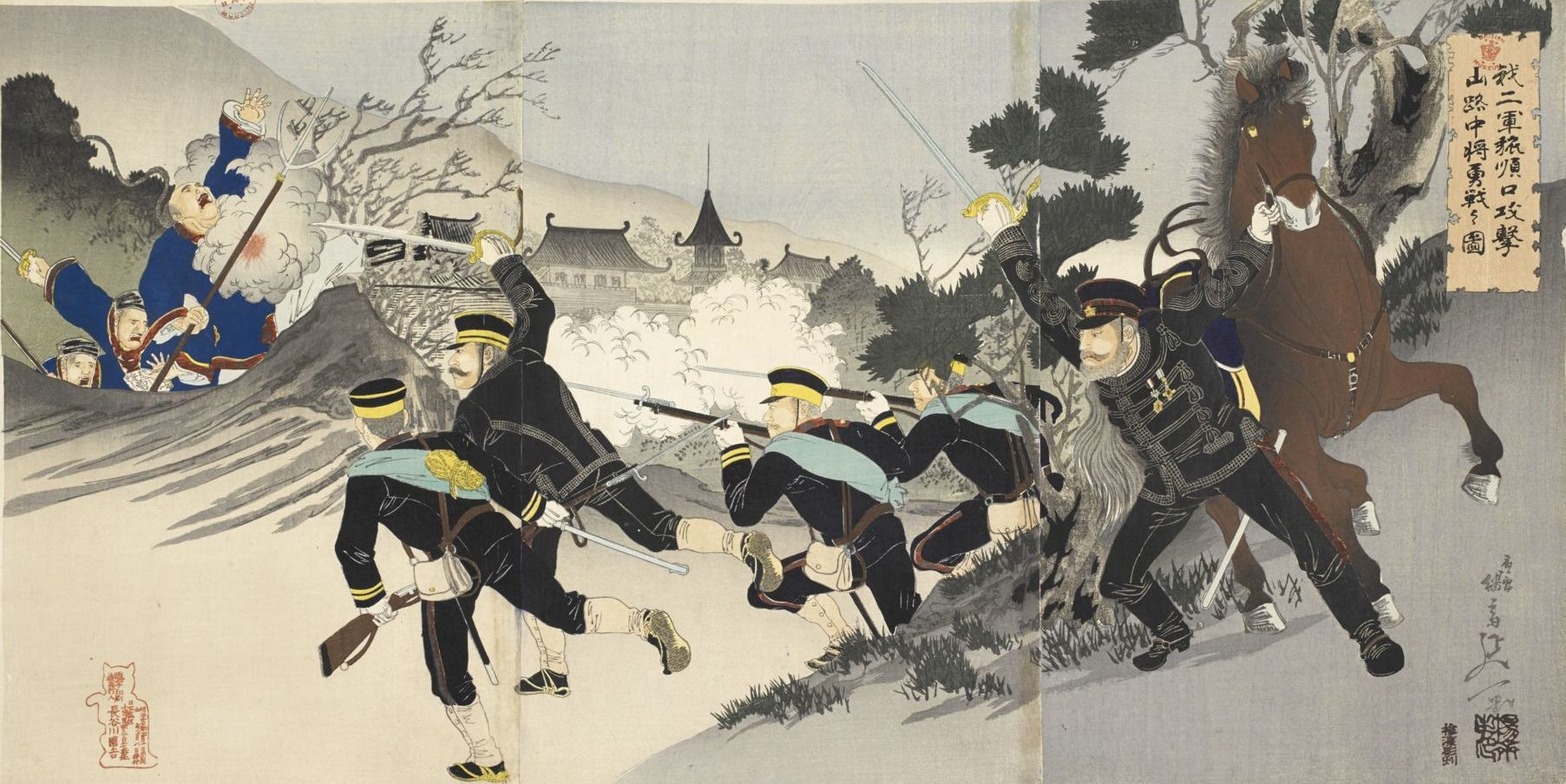
El teniente general Yamaji liderando el ataque a Port Arthur. Obra de Nobukazu Yōsai, 1894

La masacre de Port Arthur tuvo lugar durante la primera guerra sino-japonesa a partir del 21 de noviembre de 1894 durante dos o tres días, cuando elementos avanzados de la Primera División del Segundo Ejército japonés bajo el mando del general Yamaji Motoharu (1841-1897) mataron a aproximadamente lugar entre 1000 y 20 000 militares y civiles chinos en la ciudad costera china de Port Arthur (hoy en día Lüshunkou). La batalla es notable por su cobertura divergente por parte de periodistas y soldados extranjeros, con informes contemporáneos que apoyan y niegan las narrativas de una masacre por parte del ejército japonés.
Los informes de una masacre fueron publicados por primera vez por el periodista canadiense James Creelman del New York World, cuyo relato se difundió ampliamente en los Estados Unidos. En 1894, el Departamento de Estado ordenó a su embajador en Japón, Edwin Dun, que realizara una investigación independiente de los informes de Creelman. Después de entrevistar a varios testigos extranjeros, incluidos oficiales militares estadounidenses y franceses, Dun concluyó que Creelman había exagerado gran parte de su relato.
Los métodos de periodismo sensacionalista de Creelman fueron empleados más tarde por la prensa estadounidense durante su cobertura de la guerra hispano-estadounidense, lo que marcó la base de la práctica de la prensa amarilla.

## Antecedentes

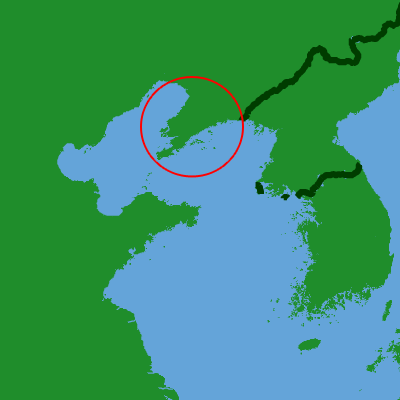
Península de Liaodong

Como parte de su estrategia de guerra durante la primera guerra sino-japonesa, Japón había avanzado a través de Corea, enfrentándose a tropas chinas en Asan cerca de Seúl y luego en Pionyang en septiembre de 1894, obteniendo victorias decisivas en ambas ocasiones. Tras la victoria en Pionyang, el Segundo Ejército japonés al mando del mariscal Ōyama Iwao (1842-1916) se trasladó hacia el norte, hacia Manchuria, con el plan de apoderarse de Port Arthur, sede de la flota de Beiyang de China y una ciudad altamente fortificada que dominaba el paso marítimo de Corea al noreste. En septiembre, la Armada japonesa dañó gravemente a la flota de Beiyang en la batalla del río Yalu, aunque los buques de tropas chinos lograron desembarcar sus tropas no lejos de la frontera entre China y Corea. Con la flota de Beiyang derrotada, la Armada japonesa comenzó un asedio de Port Arthur mientras el Segundo Ejército japonés avanzaba sobre la ciudad a través de Manchuria y el Primer Ejército japonés cruzaba el río Yalu para formar otro avance por tierra. Después de una serie de batallas en la península de Liaodong, la Primera División del Segundo Ejército, liderada por el general Yamaji Motoharu, se detuvo alrededor de Port Arthur a fines de noviembre. El 18 de noviembre de 1894, el movimiento japonés por la península se vio temporalmente frustrado y regresaron para encontrar que sus tropas heridas y abandonadas habían sido severamente mutiladas, con manos y pies cortados. Otros habían sido quemados vivos. La ciudad fue evacuada con residentes que huían hacia el oeste por tierra o mar hacia China. Los chinos otorgaron recompensas a los prisioneros de guerra, o sus cabezas u otras partes del cuerpo; durante la guerra chino-japonesa la recompensa fue de 50 taels. Los chinos habían mutilado varios cuerpos japoneses y los habían exhibido a la entrada de la ciudad, enfureciendo a los japoneses. Varios juraron venganza, incluido el teniente Kijirō Nambu. Después de solo una resistencia simbólica, la ciudad cayó ante las tropas japonesas a última hora de la mañana del 21 de noviembre. Lo que siguió fue una masacre de los habitantes restantes de Port Arthur por parte de las tropas japonesas.

## Detalles
Las tropas japonesas entraron en Port Arthur alrededor de las 2:00 p. m. Al ver los restos mutilados de sus compañeros caídos, empezaron a matar a los habitantes que quedaban en el pueblo. Varios relatos de los eventos fueron registrados por miembros de las fuerzas japonesas, como el siguiente por un miembro de la 1.ª División:

As we entered the town of Port Arthur, we saw the head of a Japanese soldier displayed on a wooden stake. This filled us with rage and a desire to crush any Chinese soldier. Anyone we saw in the town, we killed. The streets were filled with corpses, so many they blocked our way. We killed people in their homes; by and large, there wasn't a single house without from three to six dead. Blood was flowing and the smell was awful. We sent out search parties. We shot some, hacked at others. The Chinese troops just dropped their arms and fled. Firing and slashing, it was unbounded joy. At this time, our artillery troops were at the rear, giving three cheers [banzai] for the emperor.
Cuando entramos en la ciudad de Port Arthur, vimos la cabeza de un soldado japonés en una estaca de madera. Esto nos llenó de rabia y ganas de aplastar a cualquier soldado chino. A cualquiera que viéramos en la ciudad, lo matamos. Las calles estaban llenas de cadáveres, tantos que nos bloquearon el paso. Matamos gente en sus casas; en general, no había una sola casa sin tres o seis muertos. La sangre fluía y el olor era espantoso. Enviamos grupos de búsqueda. A algunos les disparamos, a otros los acuchillabamos. Las tropas chinas simplemente dejaron caer sus armas y huyeron. Disparar y acuchillar, fue una alegría ilimitada. En ese momento, nuestras tropas de artillería estaban en la retaguardia, dando tres vítores [banzai] para el emperador.
Diario de Makio Okabe.

La masacre siguió los días siguientes y fue presenciada por varios observadores occidentales, incluidos James Creelman y Frederic Villiers. Thomas Cowan, corresponsal de The Times, describió lo que vio:

Thursday, Friday, Saturday, and Sunday were spent by the soldiery in murder and pillage from dawn to dark, in mutilation, in every conceivable kind of nameless atrocity, until the town became a ghastly Inferno to be remembered with a fearsome shudder until one's dying day. I saw corpses of women and children, three or four in the streets, more in the water ... Bodies of men strewed the streets in hundreds, perhaps thousands, for we could not count – some with not a limb unsevered, some with heads hacked, cross-cut, and split lengthwise, some ripped open, not by chance but with careful precision, down and across, disembowelled and dismembered, with occasionally a dagger or bayonet thrust in the private parts. I saw groups of prisoners tied together in a bunch with their hands behind their backs, riddled with bullets for five minutes and then hewn to pieces. I saw a junk stranded on the beach, filled with fugitives of either sex and of all ages, struck by volley after volley until – I can say no more.
Los soldados ocuparon el jueves, viernes, sábado y domingo en asesinatos y saqueos desde el amanecer hasta el anochecer, en mutilaciones, en todas las formas imaginables de atrocidad sin nombre, hasta que la ciudad se convirtió en un espantoso Infierno que se recordará con un escalofrío terrible hasta el día que uno muera. Vi cadáveres de mujeres y niños, tres o cuatro en las calles, más en el agua [...] Cuerpos de hombres esparcidos por las calles en cientos, tal vez miles, porque no podíamos contar, algunos sin un miembro sin cortar, otros con la cabeza cortada, cortados en cruz y hendidos a lo largo, algunos fueron abiertos, no por casualidad, sino con cuidadosa precisión, hacia abajo y a lo ancho, destripados y desmembrados, con ocasionalmente un puñal o una bayoneta clavada en las partes íntimas. Vi grupos de prisioneros atados en un montón con las manos a la espalda, acribillados a balazos durante cinco minutos y luego despedazados. Vi un junco varado en la playa, lleno de fugitivos de ambos sexos y de todas las edades, golpeado por una ráfaga tras otra hasta que [...] no puedo decir más.
Carta privada de Thomas Cowan.

## Análisis
Se sigue debatiendo la escala y la naturaleza de la matanza. Los participantes japoneses informaron montañas de cadáveres, pero el número de muertos fue difícil de calcular; Cowan dijo que era difícil saber si los cadáveres se contaban por cientos o miles. Creelman afirmó que murieron hasta 60 000, y solo 36 se salvaron, e incluso algunas fuentes japonesas de finales del siglo XX repiten la cifra de 60 000. Según Stewart Lone, es poco probable que los japoneses hubieran masacrado tanto a la población que solo quedaran 36, citando «la velocidad con la que las calles de Port Arthur volvieron a llenarse después de la ocupación japonesa», porque «si la población civil hubiera sido literalmente diezmada o destruida, es poco probable que otros se hayan aventurado a comerciar y trabajar bajo la ocupación japonesa.»

## Consecuencias

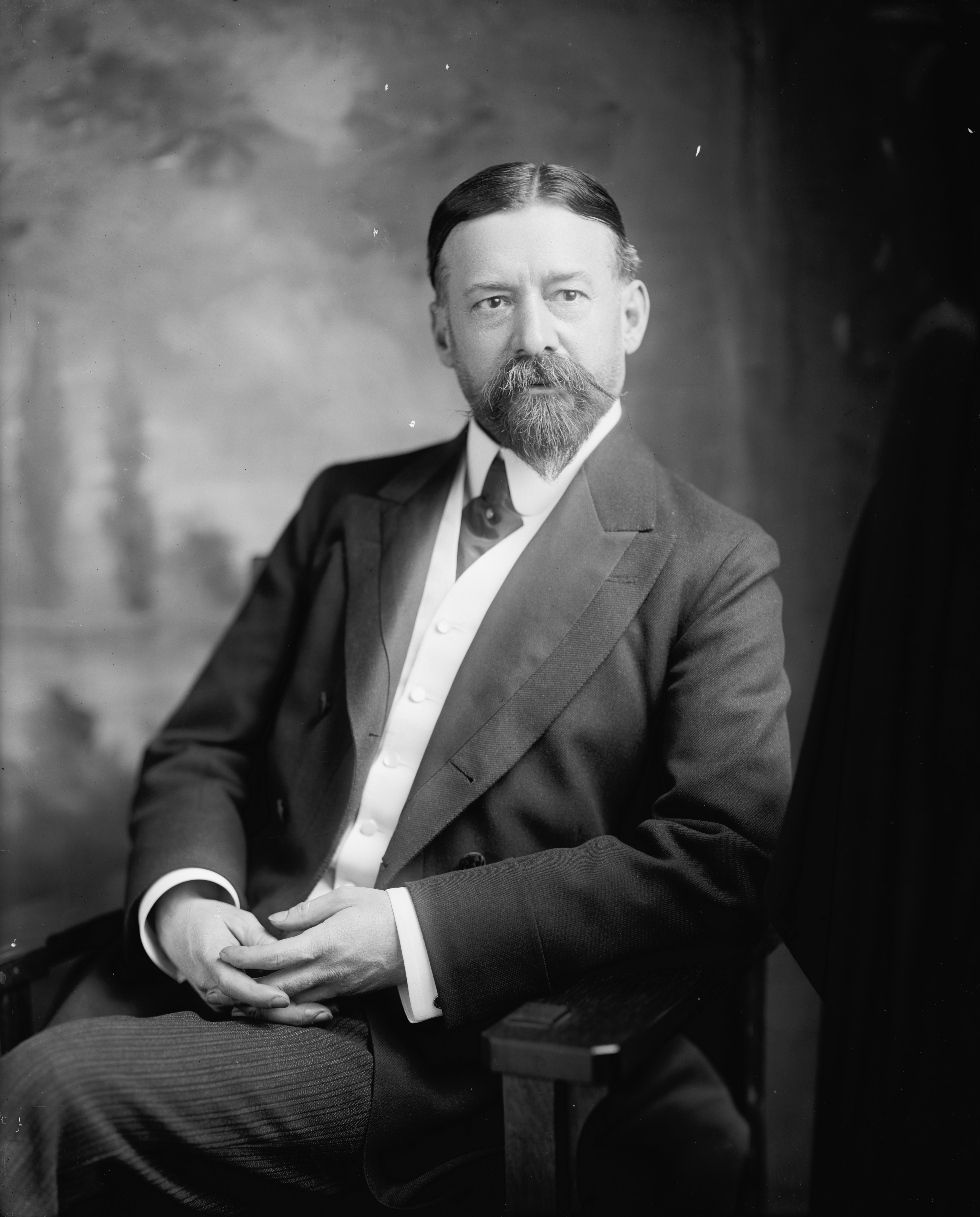
El reportero canadiense James Creelman escribió el primer artículo sobre la masacre.

La serie de victorias japonesas en Pionyang y luego en la batalla del río Yalu había aumentado lo que hasta entonces había sido solo un tibio interés occidental en la guerra. En el momento del asalto a Port Arthur, varios reporteros occidentales estaban adscritos al Segundo Ejército japonés. Los informes occidentales sobre la masacre fueron controvertidos. La mayoría de los corresponsales como James Creelman, que escribía para el New York World, y Frederic Villiers, escritor e ilustrador del London Black and White, describieron una masacre a gran escala y a sangre fría, mientras que Amédée Baillot de Guerville alegó en las páginas del New York Herald que no había ocurrido tal masacre. Escribiendo una década después, de Guerville enmendó esta opinión, afirmando que aunque unos 120 civiles murieron, no había sido una masacre.
Los reporteros extranjeros tuvieron que esperar hasta abandonar el área antes de poder presentar sus historias, que de otro modo los censores japoneses habrían suprimido. Al principio, el incidente atrajo poca atención: un informe de una sola frase en The Times el 26 de noviembre decía: «Se informa que ha tenido lugar una gran matanza». James Creelman fue el primero en informar sobre la masacre en un artículo de primera plana que declaraba:

The Japanese troops entered Port Arthur on Nov. 21 and massacred practically the entire population in cold blood. ... The defenseless and unarmed inhabitants were butchered in their houses and their bodies were unspeakably mutilated. There was an unrestrained reign of murder which continued for three days. The whole town was plundered with appalling atrocities. ... It was the first stain upon Japanese civilization. The Japanese in this instance relapsed into barbarism.
Las tropas japonesas entraron en Port Arthur el 21 de noviembre y masacraron prácticamente a toda la población a sangre fría. [...] Los habitantes indefensos y desarmados fueron masacrados en sus casas y sus cuerpos fueron indeciblemente mutilados. Hubo un reino desenfrenado de asesinatos que se prolongó durante tres días. Toda la ciudad fue saqueada con espantosas atrocidades. [...] Fue la primera mancha sobre la civilización japonesa. Los japoneses en este caso recayeron en la barbarie.
James Creelman, New York World, 12 de diciembre de 1894.

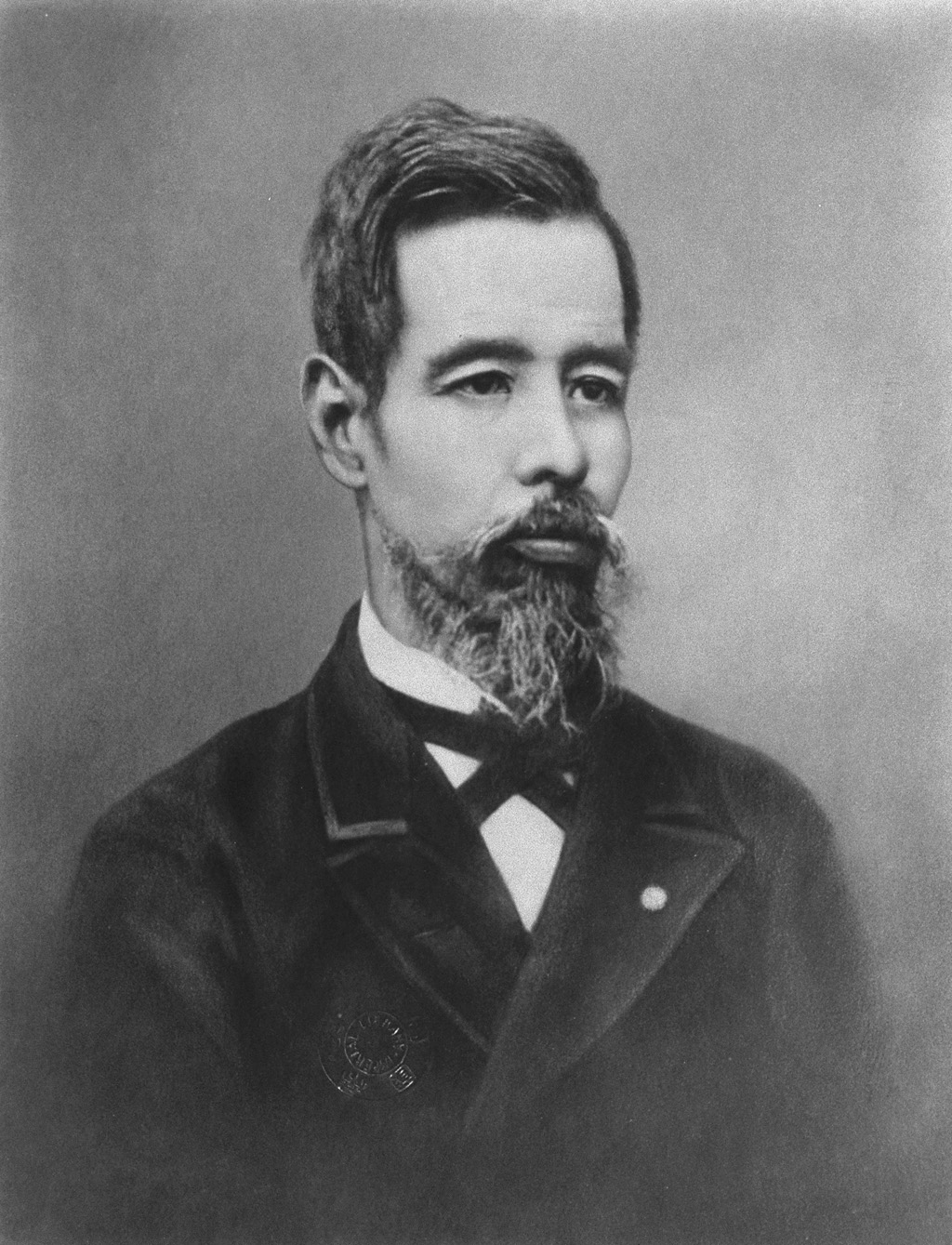
El ministro de Relaciones Exteriores de Japón, Mutsu Munemitsu, anunció una investigación que resultó sin castigos.

Pronto siguieron otros periódicos con informes detallados. Los informes dañaron la imagen internacional de Japón y amenazaron el progreso de las negociaciones con los Estados Unidos para poner fin a los tratados desiguales que Japón había firmado en la década de 1850. El canciller japonés Mutsu Munemitsu anunció una investigación, publicando estas intenciones en el New York World, y prometió no interferir con los corresponsales extranjeros. El 16 de diciembre, el Ministerio de Relaciones Exteriores emitió un comunicado de prensa en el que afirmaba que las atrocidades eran exageraciones:

The Japanese Government desires no concealment of the events at Port Arthur. On the contrary, it is investigating rigidly for the purpose of fixing the exact responsibility and is taking measures essential to the reputation of the empire. ... Japanese troops transported with rage at the mutilation of their comrades by the enemy, broke through all restraints ... [and] exasperated by the wholesale attempts [by Chinese soldiers] at escape disguised at citizens, they inflicted vengeance without discrimination. ... the victims, almost without exception, were soldiers wearing the stolen clothes of citizens.
El gobierno japonés no desea que se oculten los sucesos de Port Arthur. Por el contrario, está investigando rígidamente con el fin de fijar la responsabilidad exacta y está tomando medidas esenciales para la reputación del imperio. [...] las tropas japonesas transportadas con rabia por la mutilación de sus camaradas por el enemigo, rompieron todas las ataduras [...] [y] exasperadas por los intentos masivos [de los soldados chinos] de escapar disfrazados de ciudadanos, infligieron venganza sin discriminación. [...] las víctimas, casi sin excepción, fueron soldados con ropa robada de ciudadanos.
Mutsu Munemitsu, 16 de diciembre de 1894.

La prensa japonesa generalmente evitó informar sobre la masacre, o la desestimó, como cuando el Jiyū Shinbun llamó a las acusaciones «un deseo odioso de restar valor a la gloria del ejército japonés.» El Shin Chōya acusó a los occidentales de exagerar el alcance de las atrocidades y de hipocresía a la luz de las atrocidades que habían cometido en todo Oriente, afirmando que «la historia de las naciones salvajes que han entrado en contacto con los cristianos occidentales está casi escrita con sangre.» Algunos cuestionaron la confiabilidad de Creelman y se corrió el rumor de que se fue a Shanghái después de la caída de Port Arthur para trabajar para el gobierno chino. El Japan Weekly Mail, por otro lado, criticó al ejército japonés en varios artículos. Los intentos de iniciar una investigación encontraron resistencia por parte de quienes querían que se ocultara.  La investigación resultó en que no se dieron castigos.
La inestabilidad interna mantuvo al gobierno chino bajo presión para ocultar la derrota, en lugar de castigar a los japoneses por las atrocidades. El China Gazette informó sobre el intento de encubrimiento: «Se han enviado avisos telegráficos [...] por todo el imperio por parte de los funcionarios diciendo que el enemigo ha puesto a pie un informe perverso de que han capturado Port Arthur, pero fue completamente falso, el lugar está guarnecido por 30 000 valientes soldados chinos que nunca se lo entregarían a los japoneses.» Hasta un mes después, el China Gazette informó que la derrota seguía siendo desconocida incluso para muchos funcionarios del gobierno. El projaponés North-China Herald intentó defender a los perpetradores de la masacre proponiendo que «Las circunstancias eran tales que podrían haber puesto a prueba el control de cualquier fuerza invasora.»
El incidente tensó las delicadas relaciones exteriores con las que había estado lidiando Japón. La guerra en sí dañó las relaciones de Japón con Gran Bretaña y amenazó con dañar la renegociación de los tratados de Japón con Estados Unidos. El incidente coloreó las percepciones occidentales de Japón como bárbaros bajo un delgado velo de civilización. Estas percepciones contribuyeron a los sentimientos antijaponeses en América del Norte a principios del siglo XX, que continuarían hasta la Segunda Guerra Mundial.